# تيم كوريمانس
تيم كوريمانس (بالهولندية: Tim Coremans)‏ (10 أبريل 1991 ببريدا في هولندا - ) هو لاعب كرة قدم هولندي في مركز حراسة المرمى. لعب مع سبارتا روتردام.

## روابط خارجية
- تيم كوريمانس على موقع قاعدة بيانات كرة القدم.إي يو (الإنجليزية)
- تيم كوريمانس على موقع Soccerway.com (الإنجليزية)
- تيم كوريمانس على موقع عالم كرة القدم.نت (الإنجليزية)